# وليام ويدنول
وليام ويدنول William B. Widnall (17 مارس 1906 – 28 ديسمبر 1983) سياسي أمريكي، وكان عضواً في مجلس النواب الأمريكي. 
خدم عضواً في مجلس النواب الأمريكي عن الحزب الجمهوري لمدة 24 عاماً عن ولاية نيوجرسي (عن الدائرة الكونغرسية السابعة).

## حياته ودراسته
ولد في هاكنساك في ولاية نيوجرسي. وتعلم في المدارس الحكومية وتخرج من ثانوية هاكنساك في عام 1922. وتخرج من جامعة براون في 1926 ببكالوريوس الفلسفة، واستمر ليحصل على درجة في القانون من كلية حقوق نيوجرسي (وهي الآن كلية حقوق روتجرز في نيومارك) عام 1931.

## انتخابه في الكونغرس
مارس المحاماة في هاكنساك وخدم في الجمعية العامة لينوجرسي من 1946 إلى 1950. وانتخب عضواً في الكونغرس الأمريكي في 6 فبراير 1950 في انتخاب خاص، لملأ الفراغ باستقالة بارنل توماس، والذي أدين وحكم عليه بالسجن الفدرالي عن تهم الفساد.
عارض بناء مركز كيندي في مكانه الحالي لصعوبة الوصول إليه وبعده عن خطوط المترو. 
خدم في الكونغرس حتى استقالته في 31 ديسمبر 1974، بعد إخفاقه في الانتخابات عام 1974.

## مساندته لقوانين الحقوق المدنية
صوت لصالح قوانين الحقوق المدنية في أعوام 1957، 1960، 1964، 1968. وكذلك قانون حقوق التصويت لعام 1965.